# Air Niugini

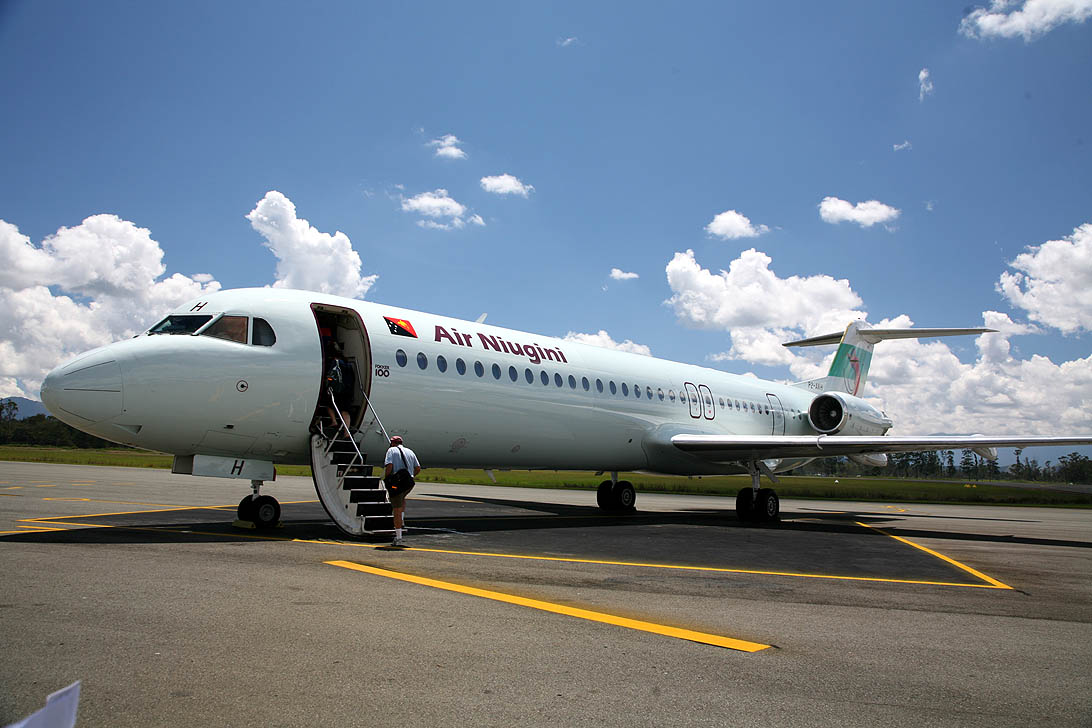
Fokker 100 (реєстраційний номер P2-ANH) авіакомпанії Air Niugini на стоянці Аеропорту Кагамуга, Папуа Нова Гвінея

Air Niugini Limited, що діє як Air Niugini — національна авіакомпанія Папуа Нової Гвінеї зі штаб-квартирою в столиці країни місті Порт-Морсбі. Компанія виконує ряд регулярних внутрішніх і міжнародних пасажирських рейсів в аеропорти Азії, Океанії й Австралії. Портом приписки авіакомпанії і її головним транзитним вузлом (хабом) є Міжнародний аеропорт Джексон.

## Історія
Авіакомпанія Air Niugini була утворена в листопаді 1973 року як національний авіаперевізник Папуа Нової Гвінеї. 60 % нової компанії належало уряду країни, 16 % — магістральної авіакомпанії Ansett Australia і 12 % — авіакомпанії Qantas і Trans Australia Airlines. Спочатку Air Niugini працювала тільки на внутрішніх перевезеннях усередині країни, однак кілька років тому вийшла на ринок міжнародних рейсів. Створюючи власну авіакомпанію, уряд Папуа Нової Гвінеї переслідувала мету стимулювання економічного розвитку регіонів, оскільки в країні відсутня розгалужена мережа автомобільних доріг і, отже, спостерігається суттєва проблема з транспортними перевезеннями. Повітряний флот Air Niugini на момент створення складали літаки Douglas DC-3 і Fokker F27.
Перший міжнародний рейс Air Niugini був відкритий 6 лютого 1976 року на літаку Boeing 720 і проіснував до 2 лютого наступного року, будучи заміненим регулярним маршрутом австралійської Qantas на лайнері Boeing 707. Протягом другої половини 1970-х років авіакомпанія працювала тільки на ринку внутрішніх авіаперевезень, використовуючи реактивні Fokker F28 і турбогвинтові літаки Fokker F27. У 1976 році уряд країни викупила акції у співвласників Qantas і Trans Australia Airlines, а в 1980 році — акції, що залишилися Ansett Australia, внаслідок чого Air Niugini опинилася в повній державній власності Папуа Нової Гвінеї. На початку 1980-х років компанія припинила експлуатацію турбогвинтових Fokker F27, замінивши їх сучасними четырехдвигательными літаками de Havilland Canada Dash 7.
У 1979 році Air Niugini відкрила регулярний маршрут в Гонолулу і Сінгапур з проміжними посадками в Джакарті і в тому ж році відкрила власний офіс в аеропорту Порт-Морсбі і ряд авіаційних кас в Гонконзі, Токіо, Європі та Сполучених Штатах Америки.
У 1984 році авіакомпанія замінила два літаки Boeing 707 сучасними лайнерами Airbus A300, які взяла в лізинг у австралійської Trans Australia Airlines. Через кілька років A300 також були замінені на два літака Airbus A310, розширивши власну маршрутну мережу міста східного узбережжя Австралії, Сінгапур і Манілу.
У 1990-х роках Air Niugini зазнавала значні збитки, головними причинами яких стали народні хвилювання в Бугенвілі і виверження вулкана Тавурвур поблизу міста Рабауле — обидва ці події істотно вплинули на обсяг пасажирських перевезень на найбільш прибуткових для авіакомпанії маршрутах. Послідував через деякий час азійський валютний криза також вніс свій негативний внесок в економічну діяльність перевізника, обваливши фінансові вкладення компанії на азійських фондових біржах. Уряд країни провів ряд скорочень в штаті авіакомпанії, знизило заробітну плату працівникам і відкрило кілька додаткових офісів в Азії та Європі з метою залучення додаткового числа клієнтів на рейси Air Niugini. Вжиті заходи принесли свої перші плоди в 2003 році, який перевізник закрив з чистим прибутком у 15,8 мільйонів доларів США.
У серпні 2002 року авіакомпанія придбала свій перший далекомагістральний лайнер Boeing 767, який замінив літаки Airbus на міжнародних регулярних напрямках. В кінець того ж року Air Niugini уклала код-шерінгову угоду з австралійським перевізником Qantas, у рамках якого Qantas викуповує блоки пасажирських місць на рейсах Air Niugini між Міжнародним аеропортом Джексон і аеропортами Австралії.
Уряд Папуа Нової Гвінеї неодноразово потрапляло під тиск різних інститутів, включаючи Міжнародний валютний фонд і уряд Австралії, які наполягали на повній приватизації авіакомпанії Air Niugini. Тим не менш, держава не збирається передавати власність компанії в приватні руки з причини можливої загрози дезорганізації внутрішніх пасажирських маршрутів, які в даний час забезпечують життєво важливі для країни перевезення між регіонами Папуа Нової Гвінеї і сприяють їхньому економічному розвитку, не отримуючи найчастіше від даних маршрутів ніякого прибутку.
З вересня 2004 року авіакомпанія почала поступову заміну застарілого парку Fokker F28 на літаки Fokker F100, що працюють на лініях внутрішніх перевезень, на щоденних рейсах у Міжнародний аеропорт Кернс і виконують регулярні польоти двічі на тиждень Хоніара (Соломонові Острови).
У березні 2006 року міністр транспорту і цивільної авіації Папуа Нової Гвінеї Дон Полі оголосив про введення правил «відкритого неба», які дозволяють авіакомпаніям інших країн відкривати регулярні міжнародні рейси в аеропорти країни. Дані правила вступили в дію з 2007 року.

## Флот

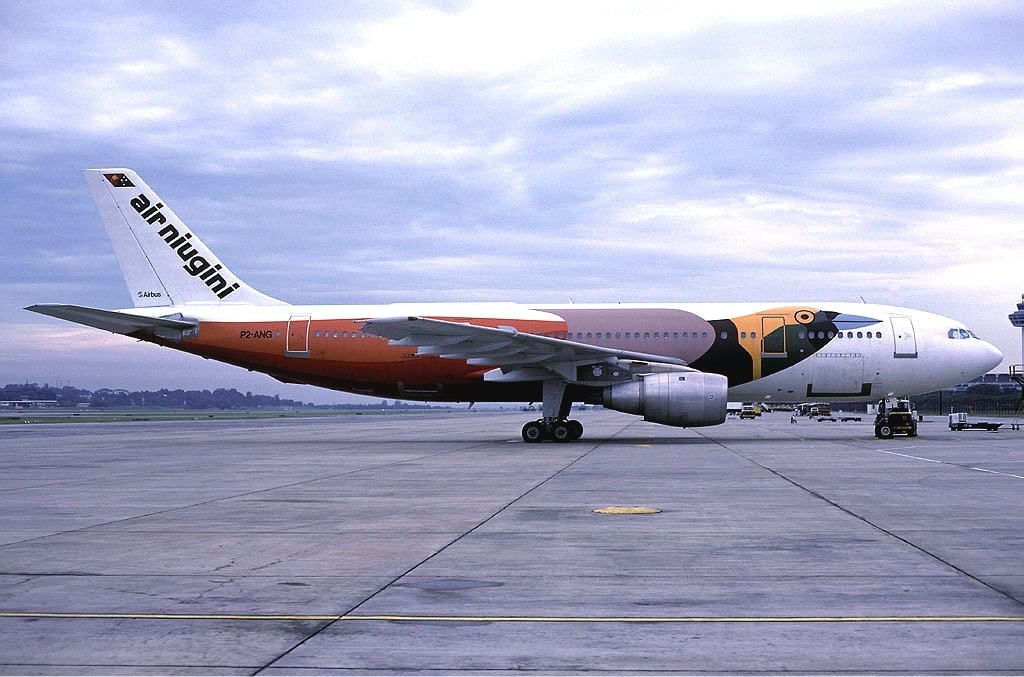
Airbus A300B4-203 (реєстраційний P2-ANG) а/к Air Niugini в міжнародному аеропорту Сінгапуру

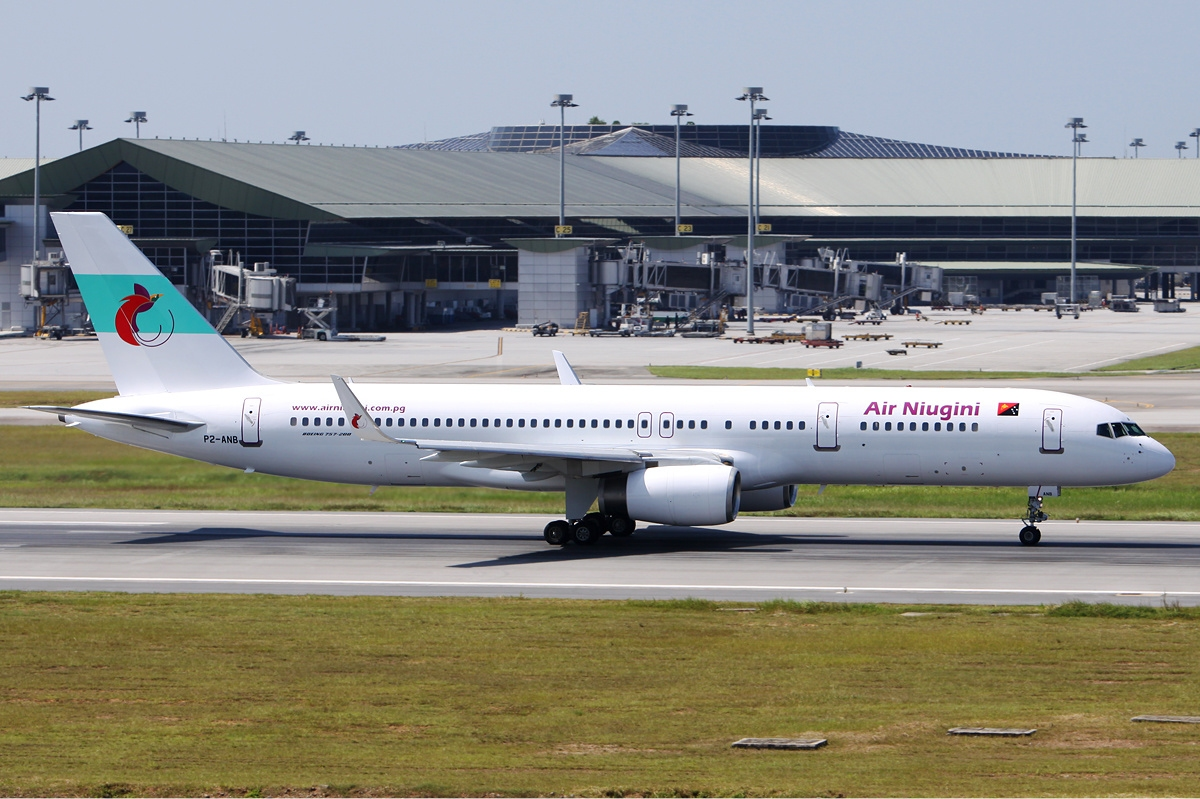
Boeing 757-256 (реєстраційний P2-ANB) а/к Air Niugini в міжнародному аеропорту Куала-Лумпура

Станом на вересень 2016 року повітряний флот авіакомпанії Air Niugini становили такі літаки. Середній вік літаків 20,9 років.

### Виведені з експлуатації
- Airbus A300
- Airbus A310
- Avro RJ70
- Boeing 707
- Boeing 720
- Boeing 737
- Dash 7
- Fokker F27 Friendship
- Fokker F28 Fellowship

Джерело:

## Сервіс на борту
Air Nuigini пропонує пасажирам два класи обслуговування: бізнес-клас і економічний клас. Більшість внутрішніх рейсів мають тільки економклас, в той час, як майже всі міжнародні (за винятком маршрутів в Кернс і деяких денних рейсів в Брисбен) виконуються на літаках з двокласною конфігурацією пасажирських салонів.
Під час польоту авіакомпанія пропонує безкоштовне харчування і безалкогольні напої, при цьому на внутрішніх коротких рейсах пасажири отримують легкі закуски і напої, а на всіх міжнародних рейсах — гаряче харчування, закуски, чай, кава, алкоголь і безалкогольні напої.
На борту міжнародних рейсів працюють магазини безмитної торгівлі дьюті фрі, каталог магазину знаходиться в кишені кожного пасажирського крісла. В дьюті фрі авіакомпанії можна придбати ювелірні вироби, парфуми, алкоголь, сувеніри та сигарети, до оплати приймаються австралійські долари, національні кіни і американські долари.
Система розваг діє на деяких міжнародних рейсах. Внутрішні маршрути та рейси в Кернс, Хоніара і Наді в більшості своїй не мають системи розваг на борту, а пасажири в Брисбен, Куала-Лумпур, Сідней, Сінгапур, Манілу, Гонконг та Токіо можуть безкоштовно переглядати фільми і слухати музику під час всього польоту, при цьому навушники для пасажирів так само видаються безкоштовно.